# Nottingham Open 1999 - Qualificazioni singolare
Le qualificazioni del singolare  del Nottingham Open 1999 sono state un torneo di tennis preliminare per accedere alla fase finale della manifestazione. I vincitori dell'ultimo turno sono entrati di diritto nel tabellone principale. In caso di ritiro di uno o più giocatori aventi diritto a questi sono subentrati i lucky loser, ossia i giocatori che hanno perso nell'ultimo turno ma che avevano una classifica più alta rispetto agli altri partecipanti che avevano comunque perso nel turno finale.
Le qualificazioni del torneo Nottingham Open 1999 prevedevano 32 partecipanti di cui 4 sono entrati nel tabellone principale.

## Teste di serie
1. Wayne Black (Qualificato)
2. Roger Federer (secondo turno)
3. Takao Suzuki (ultimo turno)
4. Bob Bryan (secondo turno)

1. Barry Cowan (Qualificato)
2. Miles Maclagan (secondo turno)
3. Jamie Delgado (secondo turno)
4. Martin Lee (ultimo turno)

## Qualificati
1. Wayne Black
2. Donald Johnson

1. Barry Cowan
2. Kevin Ullyett

## Tabellone

### Legenda
| - Q = Qualificato - WC = Wild card - LL = Lucky loser | - ALT = Alternate - SE = Special Exempt - PR = Protected Ranking | - w/o = Walkover - r = Ritirato - d = Squalificato |

### Sezione 1
|  | Primo turno       | Primo turno       | Primo turno       | Primo turno | Primo turno |  |  | Secondo turno | Secondo turno | Secondo turno | Secondo turno | Secondo turno |   |   | Ultimo turno | Ultimo turno | Ultimo turno | Ultimo turno | Ultimo turno |  |
|  |                   |                   |                   |             |             |  |  |               |               |               |               |               |   |   |              |              |              |              |              |  |
|  | 1                 | Wayne Black       | Wayne Black       | 6           | 6           |  |  |               |               |               |               |               |   |   |              |              |              |              |              |  |
|  |                   | Mike Bryan        | Mike Bryan        | 4           | 2           |  |  | 1             | Wayne Black   | Wayne Black   | 6             | 6             |   |   |              |              |              |              |              |  |
|  | Piet Norval       | Piet Norval       | Piet Norval       | 6           | 6           |  |  |               | Piet Norval   | Piet Norval   | 3             | 4             |   |   |              |              |              |              |              |  |
|  | Graeme Darlington | Graeme Darlington | Graeme Darlington | 4           | 3           |  |  |               |               |               |               |               |   |   | 1            | Wayne Black  | Wayne Black  | 6            | 6            |  |
|  | Grant Silcock     | Grant Silcock     | Grant Silcock     | 6           | 6           |  |  |               |               | 8             | Martin Lee    | Martin Lee    | 1 | 3 |              |              |              |              |              |  |
|  | Jack Waite        | Jack Waite        | Jack Waite        | 4           | 3           |  |  |               | Grant Silcock | 6             | 6             | 1             |   |   |              |              |              |              |              |  |
|  | 8                 | Martin Lee        | 2                 | 6           | 6           |  |  | 8             | Martin Lee    | 7             | 4             | 6             |   |   |              |              |              |              |              |  |
|  |                   | Kyle Spencer      | 6                 | 1           | 2           |  |  |               |               |               |               |               |   |   |              |              |              |              |              |  |

### Sezione 2
|  | Primo turno    | Primo turno     | Primo turno    | Primo turno | Primo turno |  |  | Secondo turno | Secondo turno  | Secondo turno  | Secondo turno | Secondo turno |   |   | Ultimo turno   | Ultimo turno   | Ultimo turno   | Ultimo turno | Ultimo turno |  |
|  |                |                 |                |             |             |  |  |               |                |                |               |               |   |   |                |                |                |              |              |  |
|  | 2              | Roger Federer   | Roger Federer  | 6           | 6           |  |  |               |                |                |               |               |   |   |                |                |                |              |              |  |
|  |                | Ben Haran       | Ben Haran      | 1           | 1           |  |  | 2             | Roger Federer  | Roger Federer  | 3             | 2             |   |   |                |                |                |              |              |  |
|  | Donald Johnson | Donald Johnson  | Donald Johnson | 6           | 6           |  |  |               | Donald Johnson | Donald Johnson | 6             | 6             |   |   |                |                |                |              |              |  |
|  | Tom Spinks     | Tom Spinks      | Tom Spinks     | 1           | 4           |  |  |               |                |                |               |               |   |   | Donald Johnson | Donald Johnson | Donald Johnson | 7            | 7            |  |
|  | Jim Thomas     | Jim Thomas      | Jim Thomas     | 7           | 6           |  |  |               |                | Jim Thomas     | Jim Thomas    | Jim Thomas    | 6 | 6 |                |                |                |              |              |  |
|  | Paul Maggs     | Paul Maggs      | Paul Maggs     | 5           | 4           |  |  |               | Jim Thomas     | Jim Thomas     | 6             | 7             |   |   |                |                |                |              |              |  |
|  | 7              | Jamie Delgado   | 1              | 6           | 6           |  |  | 7             | Jamie Delgado  | Jamie Delgado  | 1             | 6             |   |   |                |                |                |              |              |  |
|  |                | Oliver Freelove | 6              | 3           | 4           |  |  |               |                |                |               |               |   |   |                |                |                |              |              |  |

### Sezione 3
|  | Primo turno     | Primo turno     | Primo turno     | Primo turno | Primo turno |  |  | Secondo turno | Secondo turno | Secondo turno | Secondo turno | Secondo turno |   |   | Ultimo turno | Ultimo turno | Ultimo turno | Ultimo turno | Ultimo turno |  |
|  |                 |                 |                 |             |             |  |  |               |               |               |               |               |   |   |              |              |              |              |              |  |
|  | 3               | Takao Suzuki    | Takao Suzuki    | 6           | 6           |  |  |               |               |               |               |               |   |   |              |              |              |              |              |  |
|  |                 | Rhys Hanger     | Rhys Hanger     | 4           | 1           |  |  | 3             | Takao Suzuki  | Takao Suzuki  | 6             | 6             |   |   |              |              |              |              |              |  |
|  | Fredrik Loven   | Fredrik Loven   | Fredrik Loven   | 6           | 6           |  |  |               | Fredrik Loven | Fredrik Loven | 2             | 3             |   |   |              |              |              |              |              |  |
|  | T. J. Middleton | T. J. Middleton | T. J. Middleton | 3           | 3           |  |  |               |               |               |               |               |   |   | 3            | Takao Suzuki | Takao Suzuki | 4            | 4            |  |
|  | Mark Merklein   | Mark Merklein   | Mark Merklein   | 6           | 6           |  |  |               |               | 5             | Barry Cowan   | Barry Cowan   | 6 | 6 |              |              |              |              |              |  |
|  | Alex Osterrieth | Alex Osterrieth | Alex Osterrieth | 3           | 3           |  |  |               | Mark Merklein | 6             | 6             | 3             |   |   |              |              |              |              |              |  |
|  | 5               | Barry Cowan     | Barry Cowan     | 6           | 7           |  |  | 5             | Barry Cowan   | 2             | 7             | 6             |   |   |              |              |              |              |              |  |
|  |                 | Pablo Albano    | Pablo Albano    | 4           | 6           |  |  |               |               |               |               |               |   |   |              |              |              |              |              |  |

### Sezione 4
|  | Primo turno   | Primo turno    | Primo turno    | Primo turno | Primo turno |  |  | Secondo turno | Secondo turno  | Secondo turno | Secondo turno | Secondo turno |   |   | Ultimo turno  | Ultimo turno  | Ultimo turno  | Ultimo turno | Ultimo turno |  |
|  |               |                |                |             |             |  |  |               |                |               |               |               |   |   |               |               |               |              |              |  |
|  | 4             | Bob Bryan      | 4              | 7           | 6           |  |  |               |                |               |               |               |   |   |               |               |               |              |              |  |
|  |               | James Smith    | 6              | 6           | 0           |  |  | 4             | Bob Bryan      | 4             | 6             | 3             |   |   |               |               |               |              |              |  |
|  | Kevin Ullyett | Kevin Ullyett  | Kevin Ullyett  | 6           | 6           |  |  |               | Kevin Ullyett  | 6             | 4             | 6             |   |   |               |               |               |              |              |  |
|  | Adam Wharf    | Adam Wharf     | Adam Wharf     | 2           | 3           |  |  |               |                |               |               |               |   |   | Kevin Ullyett | Kevin Ullyett | Kevin Ullyett | 7            | 6            |  |
|  | Jim Grabb     | Jim Grabb      | Jim Grabb      | 7           | 6           |  |  |               |                | Jim Grabb     | Jim Grabb     | Jim Grabb     | 6 | 2 |               |               |               |              |              |  |
|  | Arvind Parmar | Arvind Parmar  | Arvind Parmar  | 6           | 3           |  |  |               | Jim Grabb      | 6             | 6             | 6             |   |   |               |               |               |              |              |  |
|  | 6             | Miles Maclagan | Miles Maclagan | 6           | 6           |  |  | 6             | Miles Maclagan | 7             | 3             | 4             |   |   |               |               |               |              |              |  |
|  |               | Rob Givone     | Rob Givone     | 4           | 4           |  |  |               |                |               |               |               |   |   |               |               |               |              |              |  |